# Domhuset
Domhuset är en dansk domstolsbyggnad vid Nytorv i Köpenhamn. Det byggdes mellan 1805 och 1815 med Christian Frederik Hansen som arkitekt. Det var ursprungligen både rådhus och domstolslokal och ersatte det tidigare rådhuset från 1700-talet, som låg mellan Gammeltorv och Nytorv. Detta hade förstörts vid branden i Köpenhamn 1795. 
Byggnaden tjänstgjorde som det femte av Köpenhamns sex rådhus fram till dess det nuvarande Köpenhamns rådhus vid Rådhuspladsen blev färdigt 1903. Seden 1905 har Københavns Byret hållit till i huset vid Nytorv.
Domhuset är uppfört i nyklassisk stil med en fronton med sex joniska pelare. Vid huset finns två suckarnas broar över Slutterigade till stadsfängelset, som uppfördes samtidigt med Domhuset, också det ritat av Christian Frederik Hansen. Domhuset ritades efter intryck från Andrea Palladios villor i Vicenza i Italien. 
På Domhuset finns inskriften "Med Lov skal man Land bygge", som är ett uttryck härstammar från Jyske Lov, medan det på arresthuset står "For almeen Sikkerheden". 
Byggnaden blev byggnadsminne 1951.

## Bildgalleri

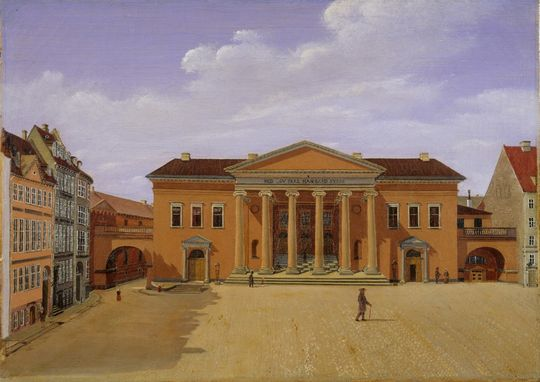
Domhuset på en målning av Carl Balsgaard, 1850
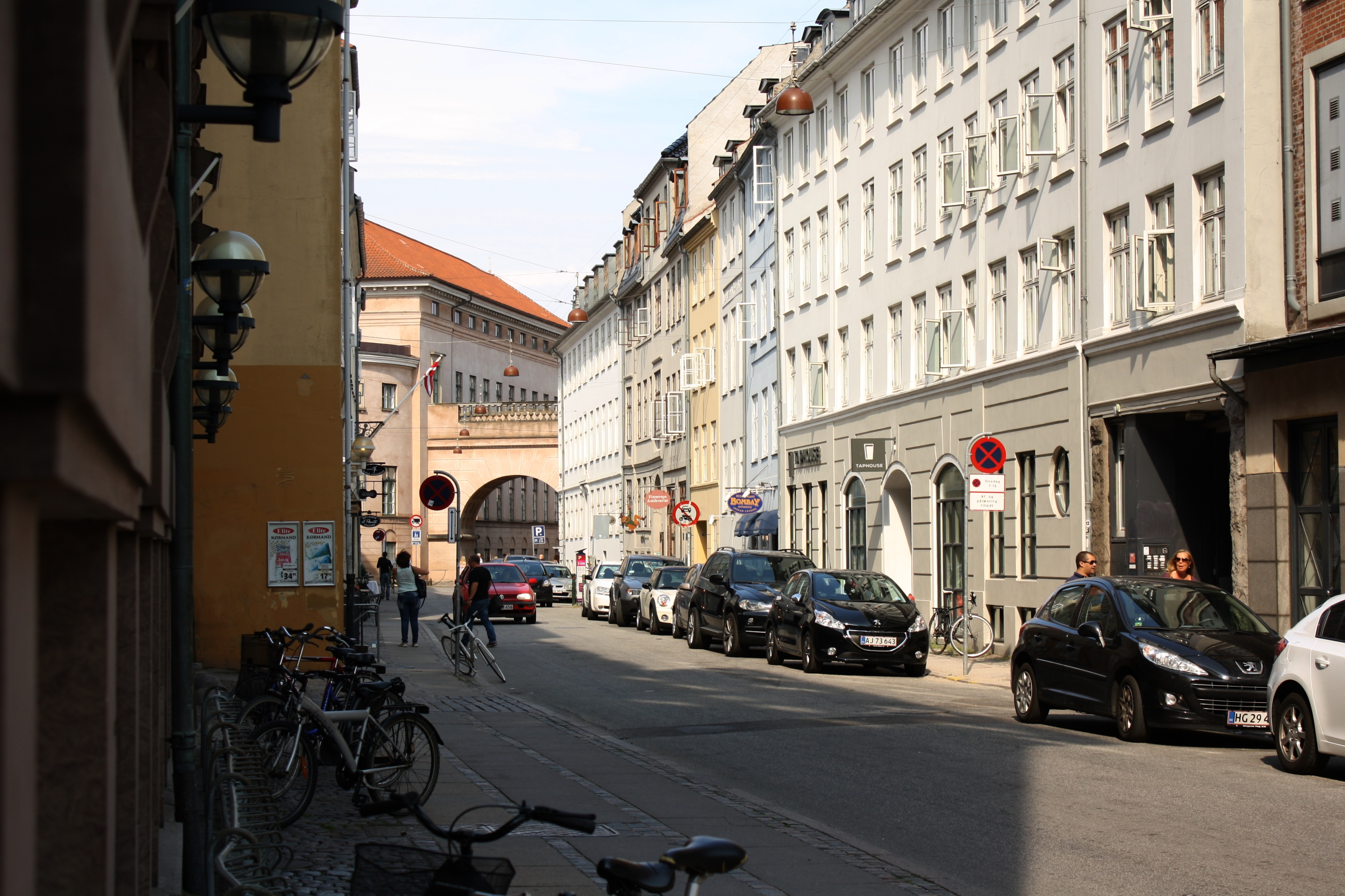
Lavendelstræde med Domhusets baksida i fonden med den västra av de två inbyggda broarna över Slutterigade mellan Domhuset och fängelsebyggnaden.
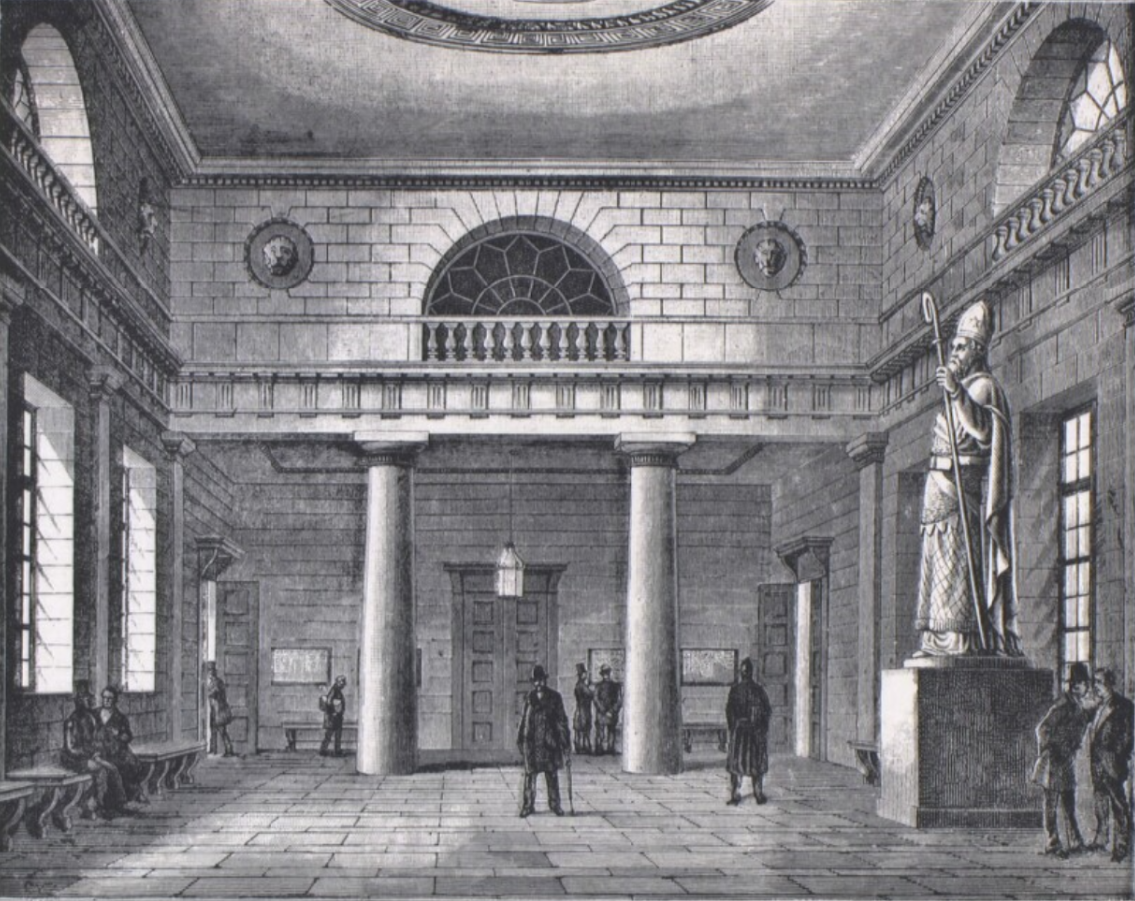
Entréhallen, okänt årtal
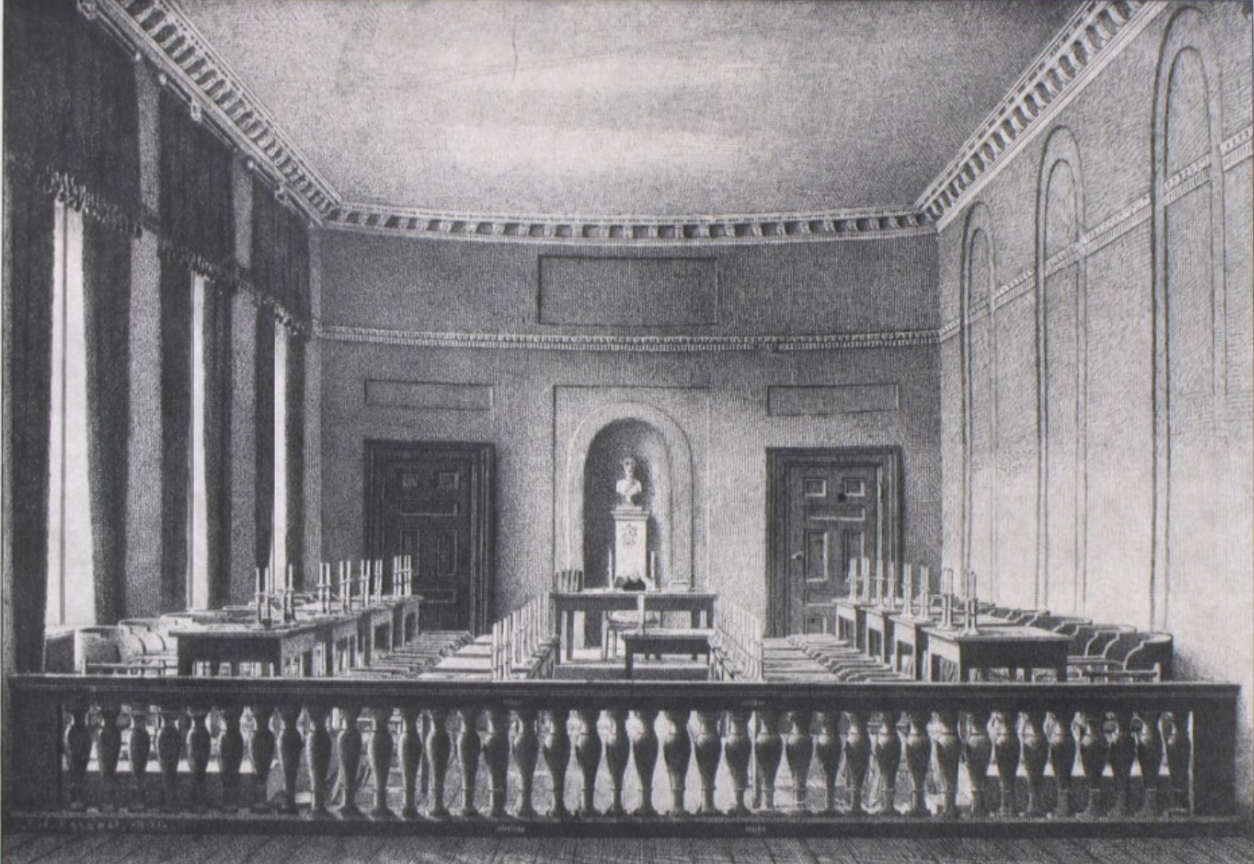
Tidigare borgerskapssalen i bottenvåningen, okänt årtal